# Arratiaichthys chilensis
Arratiaichthys chilensis è un pesce osseo estinto, appartenente ai paleonisciformi. Visse nel Permiano superiore (circa 255 milioni di anni fa) e i suoi resti fossili sono stati ritrovati in Cile.

## Descrizione
Questo pesce era lungo circa 20 centimetri e doveva avere un corpo relativamente allungato. Le ossa mascellari e la mandibola erano dotate di numerosi denti conici con un rivestimento di acrodina molto sviluppato e tagliente. Il margine ventrale dell'osso mascellare era leggermente convesso al livello dell'orbita e moderatamente concavo al di là di quella. Le scaglie che rivestivano il corpo di Arratiaichthys erano rombiche e sottili. In queste scaglie, il rivestimento di ganoina era ornamentato da strie solitamente ricurve e corte, distribuite in tutta la superficie in modo più o meno parallelo ai margini della scaglia. Il margine posteriore delle scaglie, inoltre, era leggermente dentellato. 

## Classificazione
Arratiaichthys chilensis venne descritto per la prima volta nel 1997, sulla base di resti fossili ritrovati nel deserto di Atacama in ignimbriti risalenti al Permiano superiore. Arratiaichthys appartiene ai paleonisciformi, un gruppo di pesci ossei dalle caratteristiche arcaiche, tipici del Paleozoico superiore. All'interno del gruppo, non sono comunque chiare le parentele di questa specie, caratterizzata tuttavia dalle particolari scaglie sottili.